# ラエヴィソウーリサス
ラエヴィソウーリサス（学名 : Laevisoolithus）は、卵化石の卵属。唯一の卵種である L. sochavai は、モンゴルのネメグト層から発見された。ラエヴィソウーリサスは薄く滑らかな卵殻が特徴である。これらの卵は、おそらく鳥類か小型獣脚類が産んだものと思われる。